# Andressa Mendes
Andressa Bonfim de Lima Mendes (Rio de Janeiro, 18 de abril de 1997) é uma atleta dos saltos ornamentais brasileira. Com apenas 14 anos de idade integrou a delegação nacional que disputa os Jogos Pan-Americanos de 2011, em Guadalajara, no México.

## Carreira

### Início
Andressa começou seus saltos ainda sem saber nadar, na piscina do estádio Jornalista Mário Filho, mais conhecido como Maracanã, onde a Associação Peneira Olímpica de Esportes treina seus atletas para esta modalidade.
| 1º lugar - Equipe |
| 1º lugar - Equipe |

| 1º lugar - Equipe |

| 1º lugar - Trampolim de 1m |
| 1º lugar - Trampolim de 3m |
| 1º lugar - Plataforma      |
| 3º lugar - Equipe          |

| 1º lugar - Trampolim de 1m    |
| 1º lugar - Sincronizado de 1m |
| 3º lugar - Plataforma         |

| 1º lugar - Plataforma                 |
| 1º lugar - Tramploim de 3m            |
| 2º lugar - Trampolim de 1m            |
| 2º lugar - Sincronizado de plataforma |

| 2º lugar - Plataforma grupo B |
| 4º lugar - Trampolim 3m       |